# Magnum (ijs)
Magnum is een ijsje van Ola.
Karakteristiek voor een Magnum is de dikke laag chocolade rondom een dik blok roomijs en echte vanille. Het gewicht van het ijsje was aanvankelijk 86 gram, te vergelijken met snacks als Mars en Snickers. Unilever introduceerde de Magnum als tussendoortje. Dit concept werkte en daarmee zette het bedrijf een trend. Daarna werd het ijsje 79 gram zwaar. In 2024 was er wederom sprake van 'krimpflatie'; het gewicht van een Magnum daalde naar 75 gram.
Het ijsje is in de jaren 1980 in Denemarken ontwikkeld door Mogens Vigh-Larsen voor het bedrijf Frisko in Aarhus. Het werd in België door Unilever in samenwerking met Callebaut in 1993 verder verbeterd.

## Afbeeldingen

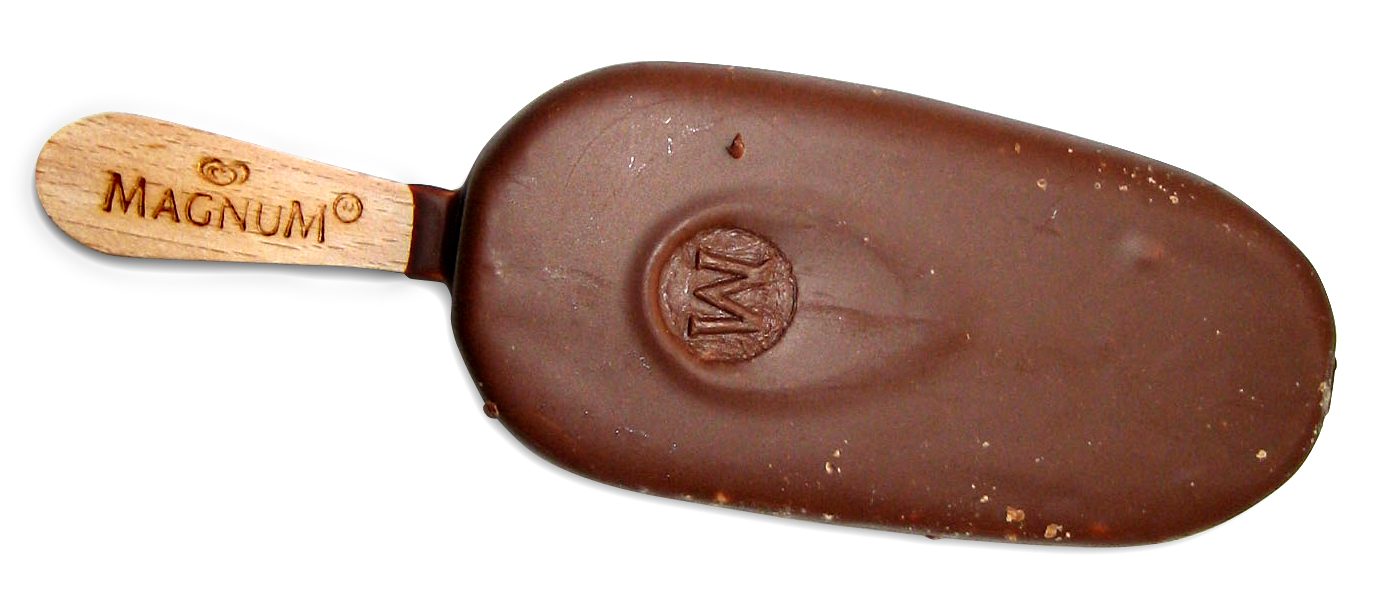
Magnum Classic (pure chocolade)
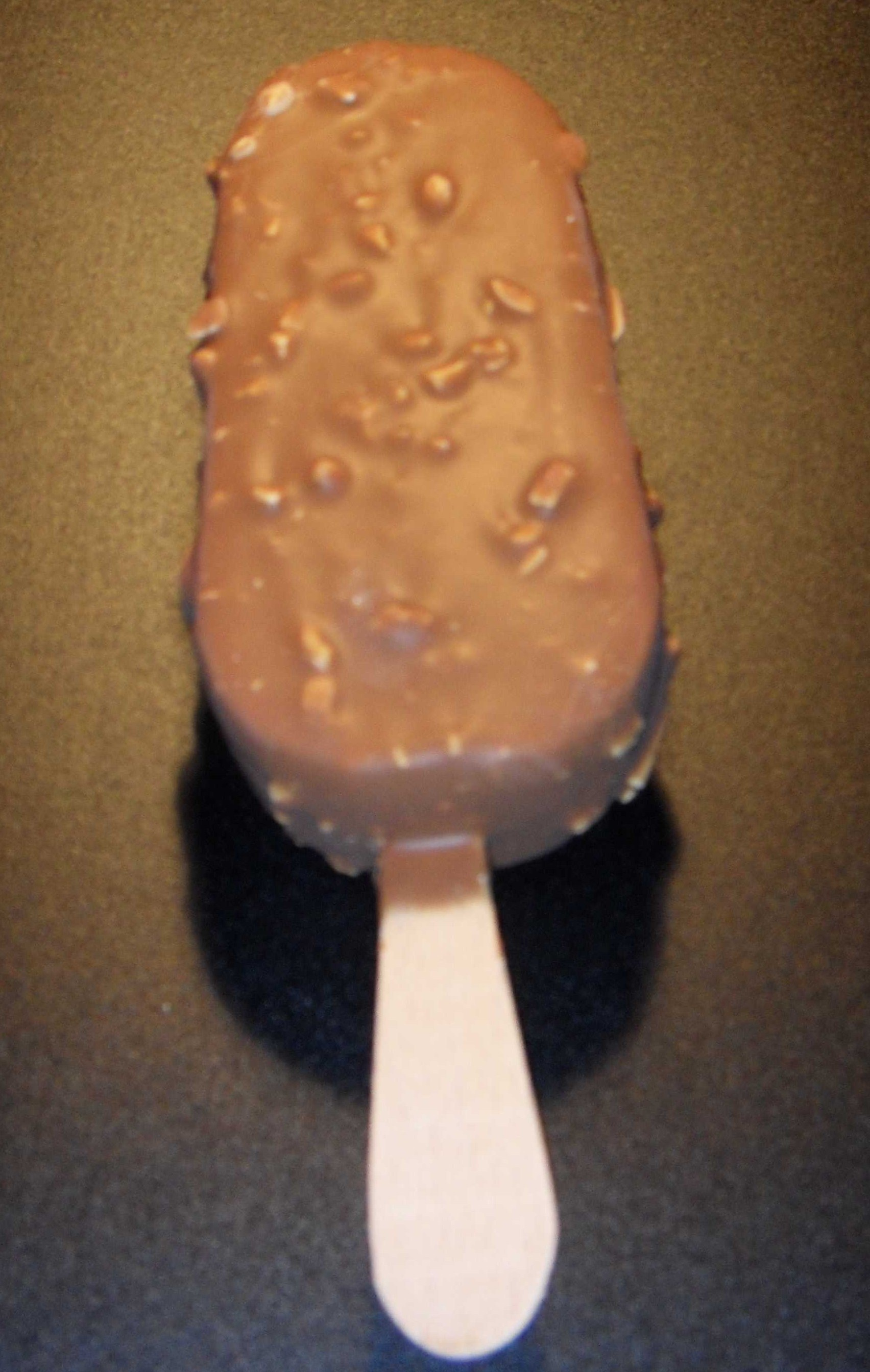
Magnum Almond
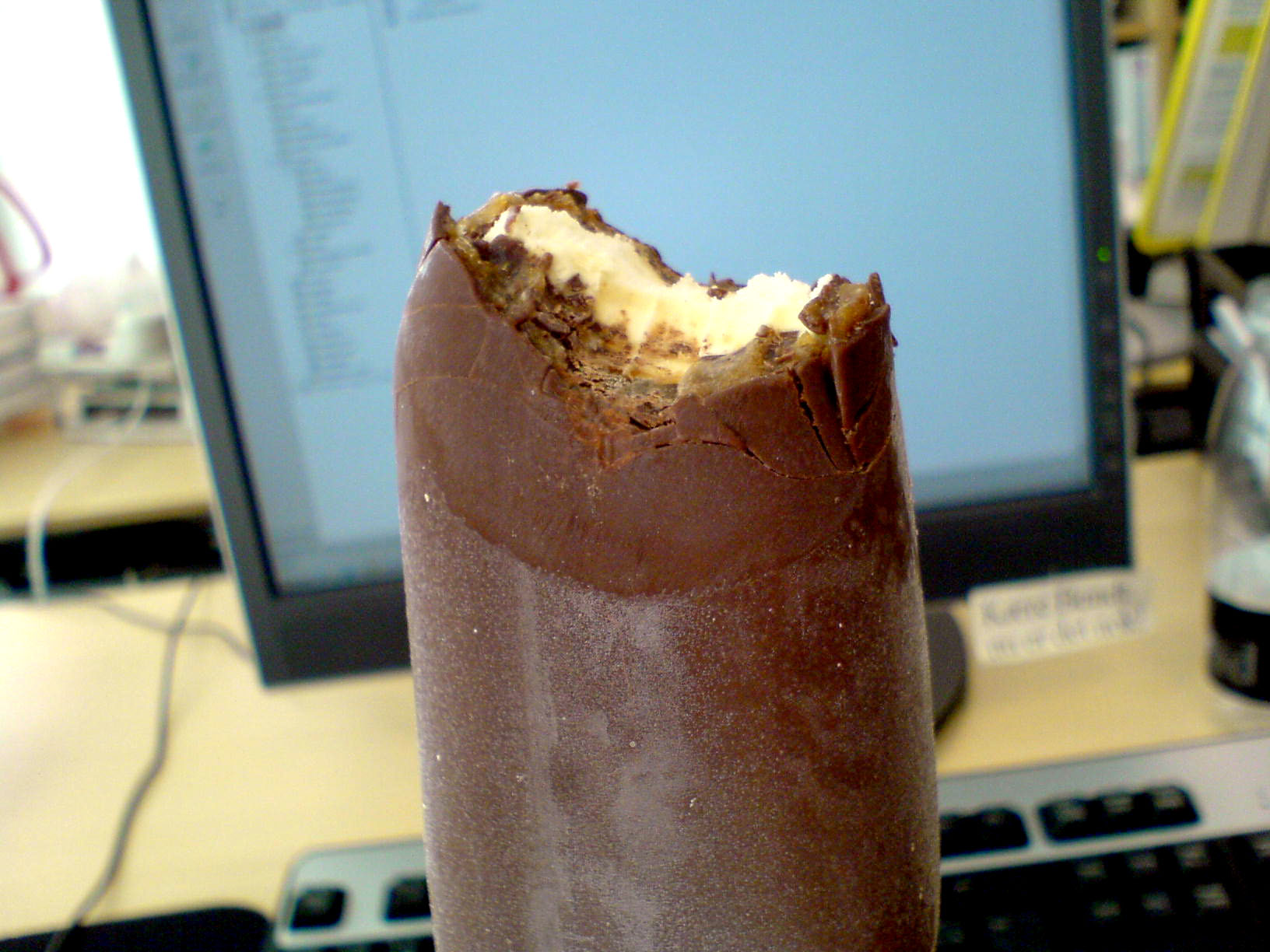
Magnum Double Caramel
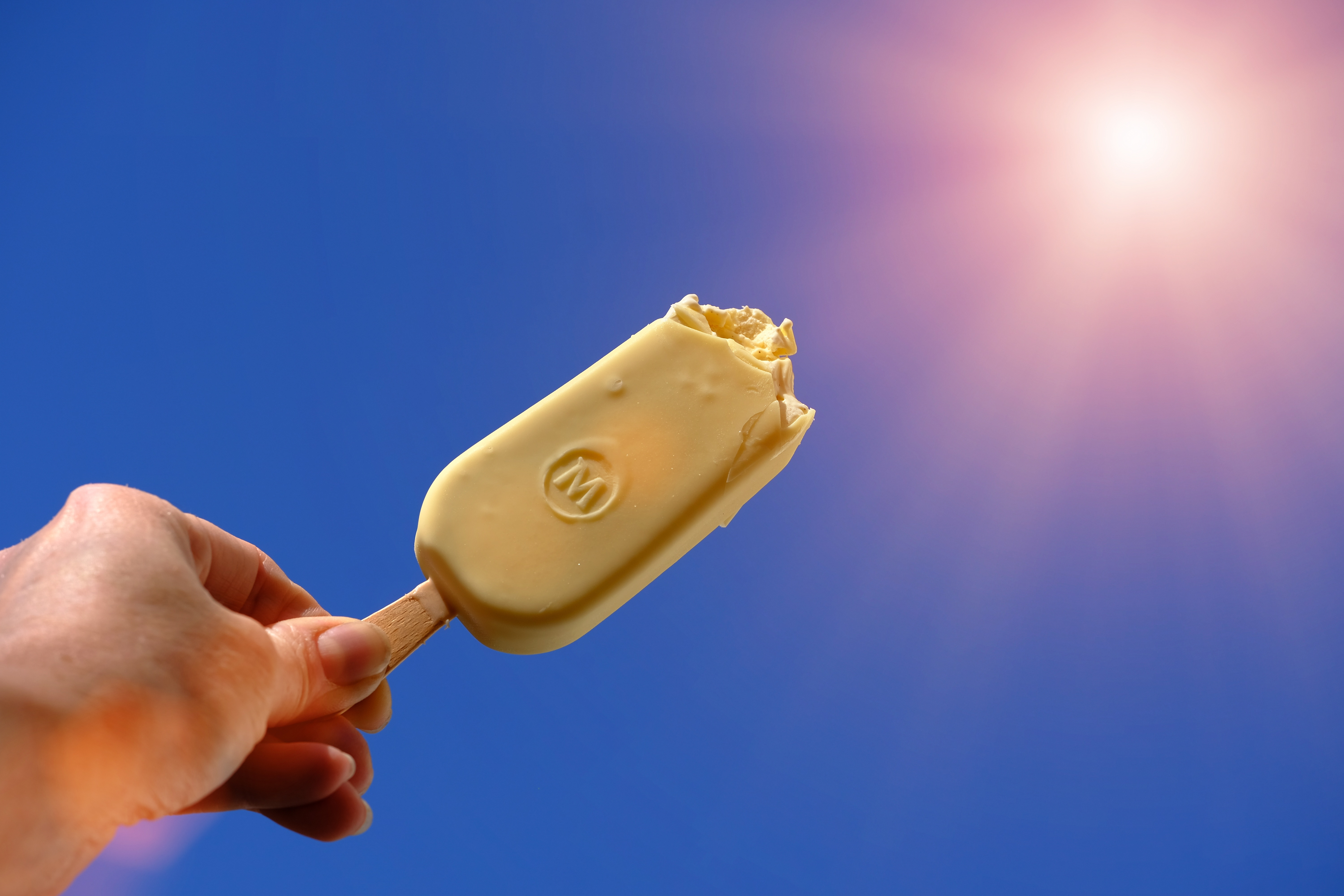
Magnum White Chocolate